# Desaparición y asesinato de Jessie Davis
Jessie Marie Davis (27 de mayo de 1981 - 14 de junio de 2007) fue una mujer embarazada a término estadounidense de 26 años de edad, que desapareció de su hogar en Lake Township, Ohio el 13 de junio de 2007 y posteriormente fue hallada asesinada. El caso atrajo la atención de los medios de comunicación estadounidenses. El 15 de febrero de 2008, Bobby Lee Cutts, Jr., el padre de su hijo de dos años y su hija por nacer, fue condenado por el asesinato de Davis y su hija nonata. Fue sentenciado a cadena perpetua sin libertad condicional durante 57 años el 27 de febrero de 2008.
Una amiga de la secundaria de Cutts, Myisha Lynne Ferrell, también fue acusada.

## Desaparición, recuperación del cuerpo y funeral
Davis fue vista por última vez haciendo compras en Acme Fresh Market, una tienda de comestibles local. Su madre denunció su desaparición el 15 de junio de 2007, cuando encontró a su nieto de dos años Blake solo en su casa, con lejía derramada en el suelo y muebles rotos y volcados. En un reportaje televisivo, la madre de Davis reportó que Black seguía diciendo, "Mamá rompió la mesa" y "Mamá está en la alfombra". En el momento de su desaparición, Davis era residente de Lake Township en el Condado de Stark, Ohio.
Una búsqueda en el área con la participación de "miles de voluntarios" incluyendo miembros de Texas EquuSearch, se puso en marcha. El 23 de junio, el cuerpo de Davis fue recuperado en una zona boscosa en el Condado de Summit, en Hampton Hills Metro Park-un parque rodeado, pero distinto a Cuyahoga Valley National Park, en las cercanís de Cuyahoga Falls.
El primer sitio web fiable difundió el rumor que Cutts había ayudado a localizar el cuerpo de Davis fue en America's Most Wanted: "Fuentes de AMW han confirmado que Bobby Cutts Jr., el novio de Jessie y padre de su hijo de dos años de edad Blake, llevó la policía al cuerpo."
La autopsia fue realizada por las autoridades del Condado de Summit, ya que fue donde se encontró el cuerpo. Su cuerpo fue informado como en un "avanzado estado de descomposición". La autopsia fue hecha al día siguiente, confirmando su identidad. Los investigadores creen que Davis fue asesinada el 14 de junio, pero la confirmación de esto, como también los medios concretos de la muerte, aguardaron los resultados de las pruebas forenses. Bob Budgake, director del laboratorio del Condado de Stark-Summit, indicó que el laboratorio estaba "trabajando horas extras en el caso de Jessie Davis, dos recientes asesinatos y otras investigaciones". 

### Funeral
El funeral se celebró el 30 de junio en House of the Lord, con un entierro posterior en el Greenlawn Memorial Park. Los arreglos estuvieron a cargo de Silva-Hostetler Funeral Home, ambos en el área de Akron. Aunque miembros de la familia Cutts asistieron, el hijo de Davis, Blake, no asistió. La familia "sintió que el niño ya había pasado por mucho". Aproximadamente 750 personas asistieron al funeral.
El servicio se transmitió en línea en emisoras locales de noticias para que las personas que no podían asistir lo pudieran ver.
Su madre, Patricia Porter, dijo al servicio que su hija había sido una persona comprometida a Dios después de hacer un trabajo misionero en el extranjero, pero en algún momento "tomó un giro equivocado en alguna parte". Porter dijo que su hija se dio cuenta en la iglesia hacía unas semanas que necesitaba reformar su vida.
Antes del funeral, cientos de personas presentaron sus respetos finales a Davis con una vigilia celebrada afuera de Lake Township y durante unas horas en la iglesia House of the Lord.

## Detenciones, lectura de cargos y condenas

### Bobby Lee Cutts, Jr.
El novio de Davis, Bobby Lee Cutts, Jr., fue arrestado y acusado de dos cargos de asesinato el 23 de junio de 2007. Cutts era oficial de policía en Canton, Ohio, y el padre del hijo de Davis y la hija nonata. El Departamento de Policía de Canton, que no había considerado a Cutts como sospechoso, no participó en el arresto, que fue hecho por el FBI y el sheriff.
Cutts (nacido el 21 de mayo de 1977, en Canton) es hijo de Renee Horne y Bobby Cutts, Sr. Estaba casado, pero separado de otra mujer en el momento del asesinato. De acuerdo con Cutts, la pareja había discutido sobre el divorcio. Su esposa pidió el divorcio cuatro días después de su detención.
Otras alegaciones de malos tratos habían sido formuladas contra Cutts en el Condado de Stark.
Durante el periodo anterior al descubrimiento del cuerpo, la policía local le dijo a los medios que Cutts no era sospechoso, o incluso "persona de interés".  En el momento de su arresto, Cutts era residente de Plain Township en el Condado de Stark.
La única entrevista que Cutts ha concedido a la prensa fue publicada en The Repository. Fue con Todd Porter, un periodista deportivo con quien Cutts previamente tuvo contacto. Cutts negó que estuviera involucrado. Porter escribió: "Cutts parecía cansado, malhumorado y deprimido. Lloró durante una entrevista exclusiva con The Repository en su casa".
Se cree que Cutts había estado activo en un sitio web de citas durante el tiempo que Davis estaba desaparecida y presuntamente se conectó días antes de su arresto el 23 de junio.

### Myisha Ferrel Lynne
Cutts y Myisha Ferrell se graduaron juntos en 1996 de GlenOak High School.
La policía allanó el apartamento de Ferrell el 23 de junio, encontrando productos de limpieza y cinta adhesiva, entre otras cosas. The Repository dijo que:
"Una fuente cercana a Cutts le dijo a The Repository que Cutts dijo que él le había pedido ayuda a una amiga para sacar el cuerpo de Davis de su casa. Cutts informó que la muerte de Davis no fue obra suya, pero él pensó que nadie le creería y decidió esconder el cuerpo.
La impresión de que Ferrell participó en sacar el cuerpo se ve reforzada por las declaraciones hechas en la audiencia del 2 de julio.
Ferrell fue arrestada y acusada de obstrucción a la justicia. En el momento de su arresto, estaba trabajando en el local Denny's, y estaba sometida a procedimientos de desalojo de su apartamento.
El 15 de diciembre de 2008, Ferrell fue liberada después de cumplir un año de su sentencia de dos años. Los padres de Jessie Davis estaban presentes en el procedimiento judicial.

### Acusación
Cutts y Ferrell fueron acusados el 25 de junio. El juez John Poulos fijó una fianza de Cutts de $5,000,000; la fianza de Ferrell fue de $500,000. Ese mismo día, Cutts fue suspendido sin sueldo del Departamento de Policía de Canton. Había estado en licencia administrativa pagada.

### Juicio de Bobby Cutts Lee, Jr.
El juicio de Cutts comenzó el 4 de febrero de 2008. El 11 de febrero, Cutts subió al estrado y describió la muerte de Davis. Él dijo que luchó con ella en su casa y la golpeó en la garganta con su codo. Cutts declaró que trató de reanimar a Davis después que perdió el conocimiento. También dijo que no llamó al 911 porque Davis no tenía un teléfono en su casa y no sabía como encender su teléfono móvil.
El 5 de febrero de 2008, Cutts fue condenado por el asesinato de Davis y el homicidio agravado de su hija por nacer.
También fue encontrado culpable por cargos asociados, incluyendo robo agravado; abuso grave de un cadáver; y poner en riesgo a un niño. Cutts enfrentó la posibilidad de cadena perpetua o una pena de muerte. El jurado, en su fase de sentencia, se negó a imponer la pena de muerte. El juez sentenció a Cutts a cadena perpetua sin la elegibilidad de libertad condicional hasta 54 años que su sentencia haya sido ejecutada.

### Veredicto final y sentencia
Bobby Cutts, Jr. fue sentenciado el 27 de febrero de 2008, a cadena perpetua sin la elegibilidad de libertad condicional por 57 años. Debe servir el tiempo de cada uno de sus asesinatos consecutivamente, junto con otras de menor importancia al mismo tiempo con las convicciones del asesinato.